# Harald Christensen
Harald Christensen (n. 9 aprilie 1907, Kolding, Vejle County⁠(d), Danemarca – d. 27 noiembrie 1994, Copenhaga, Danemarca) a fost un ciclist danez, medaliat olimpic. A participat la o ediție a Jocurilor Olimpice (1932) în care a câștigat o medalie de bronz.

## Participări
Lista de mai jos prezintă principalele competiții la care a participat Harald Christensen de-a lungul carierei.
- cycling at the 1932 Summer Olympics – men's tandem[*]